# Liste von Psychiatrien in Polen
Die Liste der Psychiatrien in Polen beinhaltet gegenwärtige und ehemalige psychiatrische Heil- und Pflegeanstalten in Polen. Zur Geschichte vieler Kliniken gehören die Krankenmorde in der Zeit des Nationalsozialismus, der deutsche und polnische Patienten zum Opfer fielen.

## Liste
In chronologischer Reihenfolge:
| Einrichtung                                                                    | Ort                                                                                    | Gründungs- jahr | Bemerkungen                                                                            | Bild |
| ------------------------------------------------------------------------------ | -------------------------------------------------------------------------------------- | --------------- | -------------------------------------------------------------------------------------- | ---- |
| Provinzial-Heil und Pflegeanstalt Plagwitz am Bober                            | Płakowice (deutsch: Plagwitz)                                                          | 1824            | Schloss Plagwitz wird seit der Nachkriegszeit anders genutzt.                          |      |
| Zakład Psychiatryczny w Owińskach                                              | Owińska (deutsch: Owinsk, von 1943 bis 1945 Treslau)                                   | 1838            | Gegründet als Provinzial-Irren-Heilanstalt zu Owinsk. Seit einigen Jahren geschlossen. |      |
| Kückenmühler Anstalten                                                         | Niemierzyn (deutsch: Nemitz) bei Szczecin (deutsch: Stettin)                           | 1863            | 1940 aufgelöst.                                                                        |      |
| Szpital Psychiatryczny w Wejherowie                                            | Wejherowo (deutsch: Neustadt in Westpreußen)                                           | 1883            | Zweite Provinzial-Irrenanstalt Neustadt in Westpreußen                                 |      |
| Wojewódzki Szpital Neuropsychiatryczny imienia Oskara Bielawskiego             | Kościan (deutsch: Kosten)                                                              | 1883            | Pflegeanstalt Kosten/Warthegau                                                         |      |
| ?                                                                              | Lębork (deutsch: Lauenburg in Pommern)                                                 | 1887            | Provinzial-Heilanstalt Lauenburg                                                       |      |
| Szpital dla Nerwowo i Psychicznie Chorych w Starogardzie Gdańskim              | Kocborowo (deutsch: Konradstein) in Starogard Gdański (deutsch: Preußisch Stargard)    | 1893            | Landesanstalt für psychisch Kranke Konradstein.                                        |      |
| Wojewódzki Szpital dla Nerwowo i Psychicznie Chorych Dziekanka                 | Dziekanka (deutsch: Dekanat, von 1939 bis 1945 Tiegenhof) in Gniezno (deutsch: Gnesen) | 1894            | Gauheilanstalt Tiegenhof.                                                              |      |
| Samodzielny Wojewódzki Szpital dla Nerwowo i Psychicznie Chorych w Branicach   | Branice (deutsch: Branitz)                                                             | 1897            | Branitzer Heil- und Pflegeanstalten                                                    |      |
| ?                                                                              | Trzebiatów (deutsch: Treptow an der Rega)                                              | 1902            | Provinzialheilanstalt Treptow an der Rega                                              |      |
| Psychiatrisches Krankenhaus Kochanówka                                         | Łódź (deutsch: Lodz, auch Lodsch, 1940–1945 Litzmannstadt).                            | 1902            |                                                                                        |      |
| Samodzielny Publiczny Szpital dla Nerwowo i Psychicznie Chorych w Międzyrzeczu | Międzyrzecz (deutsch: Meseritz)                                                        | 1904            | Heil- und Pflegeanstalt Obrawalde, Landeskrankenanstalt Meseritz-Obrawalde             |      |
| Heil- und Pflegeanstalt Lüben                                                  | Lubin (deutsch: Lüben in Schlesien)                                                    | etwa 1905       | Provinzial-Irren-Anstalt Lüben                                                         |      |
| Sanatorium Zofiówka                                                            | Otwock                                                                                 | 1908            | Von 1908 bis 1942 als Nervenheilanstalt für jüdische Patienten betrieben.              |      |
| Wojewódzki Szpital Neuropsychiatryczny w Lublińcu                              | Lubliniec (deutsch: Lublinitz, von 1941 bis 1945 Loben)                                | ?               | Heil- und Pflegeanstalt Loben.                                                         |      |
| ?                                                                              | Świebodzice (deutsch: Freiburg in Schlesien)                                           | ?               | Provinzial-Heil und Pflegeanstalt Freiburg (Schlesien)                                 |      |
| ?                                                                              | Brzeg (deutsch: Brieg)                                                                 | ?               | Provinzialheil- und –pflegeanstalt Brieg (Schlesien)                                   |      |
| ?                                                                              | Rybnik                                                                                 | ?               | Heil und Pflegeanstalt Rybnik                                                          |      |
| ?                                                                              | Świecie (deutsch: Schwetz an der Weichsel)                                             | ?               | Provinzial-Irrenanstalt Schwetz                                                        |      |
| ?                                                                              | Poznań (deutsch: Posen)                                                                | ?               | Abteilung für Geisteskranke des Stadtkrankenhauses in Posen.                           |      |
| ?                                                                              | Chełm östlich von Lublin                                                               | ?               | Irrenanstalt Chełm                                                                     |      |
| ?                                                                              | Leubus                                                                                 | ?               | Heil- und Pflegeanstalt Leubus, Schlesien                                              |      |
| ?                                                                              | Bunzlau                                                                                | ?               | Heil- und Pflegeanstalt Bunzlau, Schlesien                                             |      |